# Siriella adriatica
Siriella adriatica är en kräftdjursart som beskrevs av Hoenigman 1960. Siriella adriatica ingår i släktet Siriella och familjen Mysidae. Inga underarter finns listade i Catalogue of Life.